# Seinendan
Seinendan – malajska paramilitarna organizacja młodzieżowa podczas II wojny światowej
Pod koniec 1942 r. Japończycy powołali na Malajach organizację młodzieżową pod nazwą Seinendan. Funkcjonowała ona na prowincji, a jej członkami była męska młodzież w wieku 14 – 20 lat. W jej ramach było prowadzone wojskowe szkolenie i ideologiczna indoktrynacja. W Dżakarcie mieścił się główny obóz szkoleniowy (Chuo Seinen Kurensho), gdzie szkolono okręgowych przywódców Seinendan. Jednostki Seinendan powstały we wszystkich okręgach Malajów. Całkowicie podlegały japońskim władzom okupacyjnym. W przyszłości ich członkowie mieli bronić wysp przed spodziewaną inwazją aliancką. Istniały także Seinendan pod nazwą Seinendan Kojo, ochraniające różnego rodzaju fabryki.